# 约翰·克鲁伊夫球场
约翰·克鲁伊夫球场是位於西班牙加泰罗尼亚巴塞罗那市的球场，於2019年啟用，為巴塞隆拿女隊、B隊和U19的主場，可容纳6,000名观众。球場以荷兰足球传奇人物约翰·克鲁伊夫（Johan Cruyff）的名字命名。
球场作为巴塞罗那足球俱乐部EspaiBarça计划的第一部分，是迷你球场的替代品，迷你球场在该球场建成后拆除。

## 设计
约翰·克鲁伊夫球场由巴塞罗那最顶尖的建筑工作室Batlle i Roig Arquitectes设计完成。

球场整体风格充满现代化气息并融合诸多创新性科技，高效的空间利用率和坚固的结构设计让球场能够轻松容纳6000名观众。诸多设计让这座距离诺坎普几公里车程的克鲁伊夫球场，成为了巴塞罗那市郊甘伯体育城中的一粒明珠。

克鲁伊夫球场的标志性特征在于其不对称的外形设计。球场拥有一个能容纳1000名观众的正面看台和一个能容纳5000名观众的底层看台，所有观众都能将整片绿茵场尽收眼底，从而满足了现代足球场的建设标准。

克鲁伊夫球场还专为轮椅使用者开设了一片区域，这体现了俱乐部对无障碍设施建设的重视。同时，在球场的建设过程中也十分重视环境的可持续发展，例如优化及再开发场地、减少建造过程中产生的建筑垃圾，球场内部使用低耗电照明等。

克鲁伊夫球场还是欧洲首座使用LED照明，并配备有两个电子屏幕记分牌的球场，以此确保观众获得最佳的观赛体验。这两块电子屏幕记分牌不仅能显示比赛实时比分，还可以用以播放精彩回放等视频内容。

这座球场也极大程度的展现了巴萨这家俱乐部的特点。球场采用红色的建筑外观并配备有蓝色座椅，分布在大看台前区域的黄色座椅上还书写着代表着巴萨核心理念的标语——不仅仅是一家俱乐部。

## 球场揭幕
巴塞罗那足球俱乐部主席巴托梅乌、时任巴萨主教练巴尔韦德、巴萨一线队的四位队长（梅西、皮克、布斯克茨、塞尔吉·罗贝托）、前阿贾克斯现役巴萨球员弗兰基·德容、巴萨女足队员托雷洪，以及巴塞罗那足球俱乐部现任技术总监普约尔、阿比达尔和青训总监克鲁伊维特等曾与俱乐部一同创造历史的球员们都出席了约翰·克鲁伊夫球场揭幕仪式。

包括约翰·克鲁伊夫之子祖迪·告鲁夫在内的众多“巴萨教父”的家人们也齐聚新球场揭幕仪式。此外，新任西班牙国家队教练罗伯特·莫雷诺以及阿莫尔、塞尔吉·巴尔胡安、阿尔伯特·费雷尔、尤西比奥·萨克里斯坦、巴克罗等克鲁伊夫执教时期的巴萨梦之队成员也都参加了揭幕仪式。

## 历史
约翰·克鲁伊夫球场于2017年9月14日破土动工，并于2019年夏季完工。

它于2019年8月27日开幕，由19岁以下的巴塞罗那队和阿贾克斯队进行了一场友谊赛， 比赛以0-2的比分结束，阿贾克斯获胜。在2019年8月26日，即体育场正式对外开放的前一天，巴塞罗那足球俱乐部在诺坎普球场揭幕了他的雕像，向克鲁伊夫表示敬意。